# Otto Erich Wagner (Künstler)
Otto Erich Wagner (* 10. September 1895 in Klepáčov bei Blansko/Mähren; † 5. Februar 1979 in Wien) war ein österreichischer Kunstmaler und Gebrauchsgrafiker.

## Leben und künstlerische Laufbahn
Otto Erich Wagner diente von 1915 bis 1917 als Soldat im Ersten Weltkrieg. Von 1919 bis 1923 war er als Lehrer in Wien tätig und studierte ab 1922 bei Franz Čižek und Rudolf Larisch an der Wiener Kunstgewerbeschule. Ab 1924 war er Hilfslehrer für allgemeine Formenlehre und unterrichtete in Franz Čižeks Klasse. Nebenbei lehrte er auch Innen- und Gartenarchitektur.
Nachdem Wagner 1925 an der Internationalen Kunstgewerbeausstellung in Paris teilgenommen hatte, wurde er nach Čižeks Pensionierung von dessen Nachfolger Ceno Kosak übernommen. Zur gleichen Zeit gab er Unterricht am Franz-Joseph-Realgymnasium in Wien.
Zur Zeit des Nationalsozialismus und während des Zweiten Weltkriegs setzte er seine Tätigkeit als Hilfslehrer an der Kunstgewerbeschule Wien fort. In den letzten beiden Jahren des Zweiten Weltkriegs wurde er strafeingezogen und nach Jugoslawien geschickt. Nach Kriegsende und seiner Rückkehr aus der Kriegsgefangenschaft wurde er 1949 Mitglied der Wiener Secession. Seitdem war er als freischaffender Künstler tätig.
Wagners Werke sind geprägt vom Wiener Kinetismus. Die bekannteste Vertreterin dieser künstlerischen Ausdrucksform ist Erika Giovanna Klien.

## Werke (Auswahl)
- Kampf von Hart und Weich II, 1923, 45,0 cm × 31,2 cm, schwarze Kreide
- Pflanzenstudie, 1924, 43,7 cm × 23,9 cm, Bleistift, Kohle auf Papier
- Spaziergängerinnen, ca. 1923, 17 cm × 21 cm, Gouache
- Buchstabenrhythmus, ca. 1925, 27 cm × 39,5 cm, schwarze Kreide
- Kirche, kinetisch, ca. 1921, 30 cm × 22 cm, Monotypie[3]
- Ohne Titel, 1924, 24 cm × 21 cm, Gouache, Aquarell auf Papier[4]
- Abstrakte Figuren, 43 cm × 53 cm, Mischtechnik/Tempera auf Karton
- Bergmassiv, 53 cm × 56 cm, Aquarell/Tempera auf Papier
- Die 3 und das Tier, 34 cm × 51 cm, Tempera auf Papier, datiert 2. Mai 1956
- Die Heilige Familie im Stall zu Betlehem, 35 cm × 27 cm, Bleistiftzeichnung, datiert 1935
- Dorf in Niederösterreich, 47 cm × 60 cm, Aquarell/Tempera auf Papier, datiert 1948
- Dorflandschaft mit Kirche, 47 × 61 cm, Aquarell/Tempera auf Papier, datiert 1953
- Hof im Gebirge, 47 cm × 61 cm, Aquarell/Tempera auf Papier, datiert 1942[5]

## Ausstellungen (Auswahl)
- Wege nach Weimar: Wiener Kinetismus. Eine vergessene Moderne. Neues Museum Weimar, 2007[6]
- DYNAMIK! - Kubismus / Futurismus / Kinetismus, Unteres Belvedere Wien, Mai 2011[7]